# René Poyen

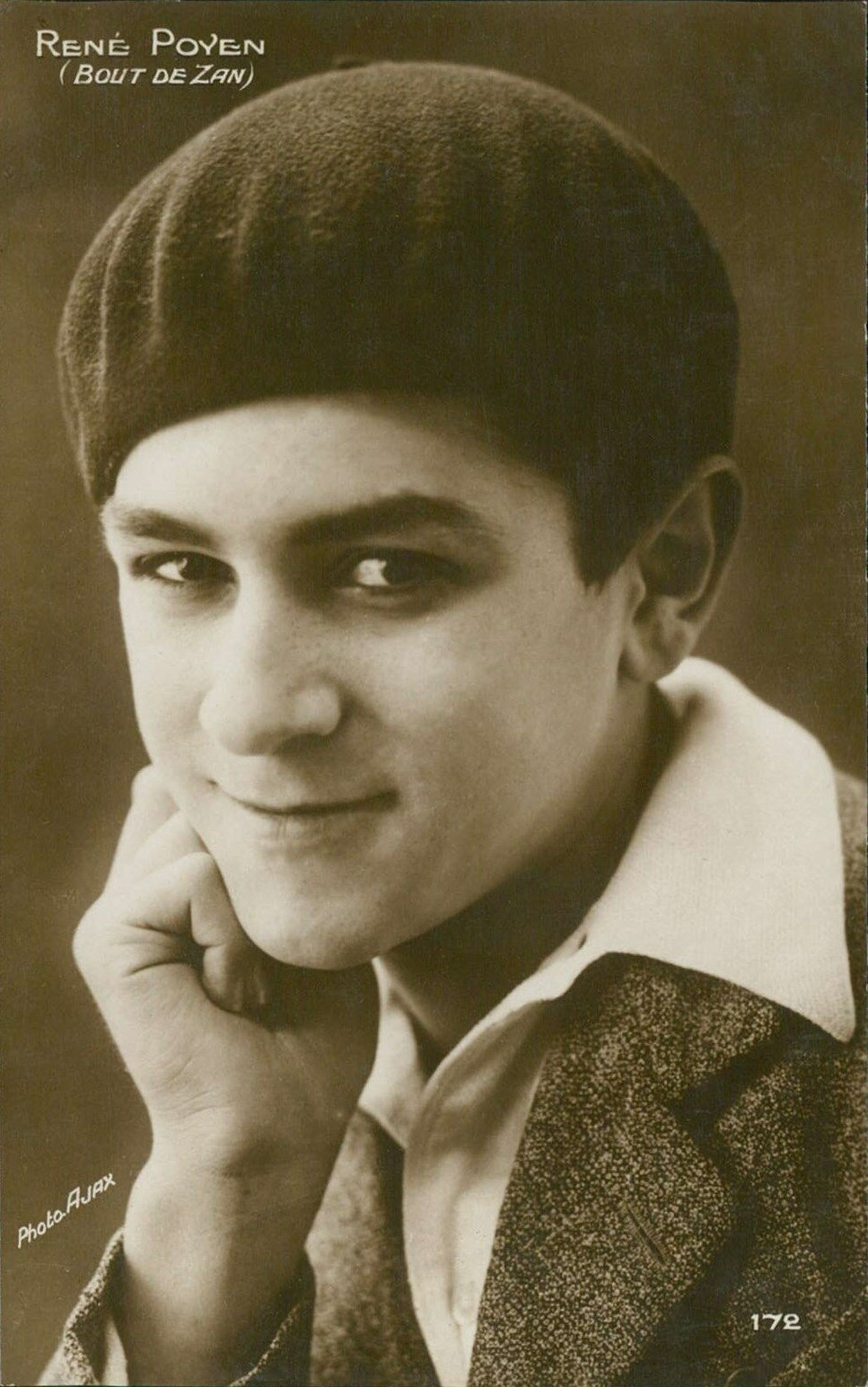
René Poyen (um 1932)

René-Georges Poyen (* 5. Oktober 1908 in Paris; † 4. Februar 1968 ebenda) war ein französischer Schauspieler, der zwischen 1912 und 1925 als Kinderdarsteller bekannt wurde.

## Leben
Poyen kam als Kleinkind Ende 1912 zu Louis Feuillades Filmcrew bei Gaumont. Feuillade kreierte für Poyen die Rolle des Bout-de-Zan, eines in Erwachsenenkleidung steckenden Kindes. Er wurde in den Filmen Bébé adopte un petit frère und Bébé, Bout de Zan et le voleur der erfolgreich mit dem Kinderstar Clément Mary laufenden Bébé-Reihe eingeführt. Die neue Konkurrenz verursachte den Bruch zwischen Feuillade und Marys Vater und bedeutete das Ende der Bébé-Serie bei Gaumont. Die neue Bout-de-Zan-Serie war ebenso ein Publikumsmagnet und lief bis 1916 mit mehr als 50 Filmen. Poyen wurde auch in kleinen Rollen in Feuillades Serienfilmen Die Vampire (1915–1916), Judex (1916–1917) und L’Orphelin de Paris (1924) besetzt. Nach Feuillades Tod 1925 kam Poyens Karriere zum Ende, lediglich 1932 erhielt er noch einmal Arbeit in zwei erfolglosen Filmen.

## Filmografie
| - 1912: Bébé adopte un petit frère - 1912: Bébé, Bout de Zan et le voleur - 1912: Bout de Zan revient du cirque - 1912: La tirelire de Bout de Zan - 1912: Le bonheur perdu - 1913: L’éducation de Bout de Zan - 1913: Bout de Zan a la gale - 1913: Une aventure de Bout de Zan - 1913: Bout de Zan au bal masqué - 1913: Bout de Zan chanteur ambulant - 1913: Bout de Zan et le chemineau - 1913: Bout de Zan et le chien policier / Bout de Zan et le chien de police - 1913: Bout de Zan et le chien ratier - 1913: La première idylle de Bout de Zan - 1913: Bout de Zan et le cigare - 1913: Bout de Zan et le crime au téléphone - 1913: Bout de Zan et le crocodile - 1913: Bout de Zan et le lion - 1913: Bout de Zan et le mannequin - 1913: Bout de Zan et le pêcheur - 1913: Bout de Zan et sa petite amie - 1913: Bout de Zan fait une enquête - 1913: Bout de Zan regarde par la fenêtre / Bout de Zan par la fenêtre - 1913: Bout de Zan fait les commissions - 1913: Bout de Zan s’amuse - 1913: Bout de Zan vole un éléphant - 1913: Les cerises de Bout de Zan - 1913: Les souhaits de Bout de Zan - 1913: Les étrennes de Bout de Zan - 1913: Bout de Zan et le ver solitaire - 1913: Léonce cinématographiste - 1914: Bout de Zan écrit des maximes - 1914: Bout de Zan en villégiature - 1914: Bout de Zan épicier - 1914: Bout de Zan et le ramoneur - 1914: Bout de Zan et le sac de noix - 1914: Bout de Zan et l’espion - 1914: Bout de Zan infirmier - 1914: Bout de Zan pacifiste - 1914: Bout de Zan pugiliste - 1914: Bout de Zan vaudevilliste - 1914: Le crime du père Ledru / Bout de Zan et le père Ledru - 1914: Bout de Zan veut s’engager - 1914: Les résolutions de Bout de Zan - 1914: Le Noël de Bout de Zan - 1914: L’enfant de la roulotte 1 : Madame d’Hauterive - 1914: L’enfant de la roulotte 2 : La petite intruse - 1914: L’enfant de la roulotte 3 : Une infernale machination - 1914: L’enfant de la roulotte 4 : La randonnée de l’auto grise - 1914: L’enfant de la roulotte 5 : Châtiment et récompense - 1915: Bout de Zan aime l’Italie - 1915: Bout de Zan est patriote - 1915: Bout de Zan et l’embusqué - 1915: Bout de Zan et le poilu - 1915: Bout de Zan et les contrebandiers de la Riviera - 1915: Bout de Zan sorcier - 1915: Bout de Zan va t’en guerre - 1915: L’oncle de Bout de Zan - 1915: Bout de Zan et le fantôme - 1915: Les vampires 1 : La tête coupée - 1915: Les vampires 2 : La bague qui tue - 1915: Les vampires 3 : Le cryptogramme rouge - 1916: Bout de Zan et la gamine - 1916: Bout de Zan et la torpille - 1916: Bout de Zan se venge | - 1916: C’est pour les orphelins? - 1916: Les vampires 4 : Le spectre - 1916: Les vampires 5 : L’évasion du mort - 1916: Les vampires 6 : Les yeux qui fascinent - 1916: Les vampires 7 : Satanas - 1916: Les vampires 8 : Le maître de la foudre - 1916: Les vampires 9 : L’homme des poisons - 1916: Les vampires 10 : Les noces sanglantes - 1916: Le pied qui étreint 1 : Le micro bafouilleur sans fil - 1916: Le pied qui étreint 2 : Le rayon noir - 1916: Le pied qui étreint 3 : La girouette humaine - 1916: Le pied qui étreint 4 : L’homme au foulard à pois - 1916: Judex I : Prologue + L’ombre mystérieuse - 1916: Judex II : L’expiation - 1916: Judex III : La meute fanatique - 1916: Judex IV : Le secret de la tombe - 1916: Judex V : Le moulin tragique - 1916: Judex VI : Le môme Réglisse - 1916: Judex VII : La femme en noir - 1916: Judex VIII : Les souterrains de château rouge - 1916: Judex IX : Lorsque l’enfant parut - 1916: Judex X : Le cœur de Jacqueline - 1916: Judex XI : L’ondine - 1916: Judex XII : Le pardon d’amour - 1917: La nouvelle mission de Judex I : Le mystère d’une nuit d’été - 1917: La nouvelle mission de Judex II : L’adieu au bonheur - 1917: La nouvelle mission de Judex III : L’ensorcelée - 1917: La nouvelle mission de Judex IV : La chambre aux embûches - 1917: La nouvelle mission de Judex V : La forêt hantée - 1917: La nouvelle mission de Judex VI : Une lueur dans les ténèbres - 1917: La nouvelle mission de Judex VII : La main morte - 1917: La nouvelle mission de Judex VIII : Les captives - 1917: La nouvelle mission de Judex IX : Les papiers du Dr. Howey - 1917: La nouvelle mission de Judex X : Les deux destinées - 1917: La nouvelle mission de Judex XI : Le crime involontaire - 1917: La nouvelle mission de Judex XII : Châtiment - 1920: Les deux gamines I : Fleurs de Paris - 1920: Les deux gamines II : La nuit de printemps - 1920: Les deux gamines III : La fugitive - 1920: Les deux gamines IV : La morte vivante - 1920: Les deux gamines V : Le lys sous l’orage - 1920: Les deux gamines VI : L’accalmie - 1920: Les deux gamines VII : Celles qu’on n’attendait plus - 1920: Les deux gamines VIII : Parmi les loups - 1920: Les deux gamines IX : Le serment de Ginette - 1920: Les deux gamines X : Le candidat de la mort - 1920: Les deux gamines XI : La cité des chiffons - 1920: Les deux gamines XII : Le retour - 1921: La proie - 1923: Le gamin de Paris - 1923: L’orphelin de Paris I : Un détective de quinze ans - 1923: L’orphelin de Paris II : Un secret de famille - 1923: L’orphelin de Paris III : Sur la piste - 1923: L’orphelin de Paris IV : L’homme de la montagne - 1923: L’orphelin de Paris V : Bas le masque - 1923: L’orphelin de Paris VI : L’abîme - 1924: Romanetti, le roi du maquis - 1924: La fille bien gardée - 1924: La gosseline - 1924: Lucette - 1924: Pierrot Pierrette - 1925: Les murailles du silence - 1932: Clochard - 1932: Le bidon d’or |